# Hexaflumuron
Hexaflumuron ist eine chemische Verbindung aus der Gruppe der Benzoylharnstoffe.

## Gewinnung und Darstellung
Hexaflumuron kann durch Reaktion von 2,6-Difluorbenzoylisocyanat mit 3,5-Dichlor-1,1,2,2-tetrafluorethoxyanilin gewonnen werden.

## Eigenschaften
Hexaflumuron ist ein farbloser Feststoff, der praktisch unlöslich in Wasser ist.

## Verwendung
Hexaflumuron wird als Insektizid speziell gegen Termiten verwendet. Es hemmt das Wachstum der Insekten, da es in die Chitinsynthese eingreift.

## Zulassung
Hexaflumuron wurde erstmals 1994 in den USA zugelassen.
Die Verwendung als Wirkstoff von Pflanzenschutzmitteln ist in der Europäischen Union nicht zulässig.
In Deutschland, Österreich und der Schweiz sind keine Pflanzenschutzmittel mit diesem Wirkstoff zugelassen.